# Stężenie procentowe
Stężenie procentowe – jeden ze sposobów wyrażenia stężenia substancji w mieszaninie (najczęściej w roztworze), poprzez przedstawienie odpowiedniego stosunku (np. ułamka masowego) w postaci procentowej. Przeważnie terminu „stężenie procentowe” bez żadnego dookreślenia używa się w znaczeniu stężenia procentowego masowego, jako że jest ono najczęściej stosowane. W przypadku innych rodzajów stężeń procentowych konieczne jest już użycie odpowiedniego określenia jak np. „objętościowe” bądź oznaczenia („% m/V”, „% V/V”). Jednakże zgodnie z zaleceniami Międzynarodowej Organizacji Normalizacyjnej (ISO) i Międzynarodowej Unii Chemii Czystej i Stosowanej (IUPAC) preferowane jest stosowanie jednostek zamiast symbolu procenta.
Nie należy również mylić stężeń procentowych z tymi, w których nie występuje określenie „procentowy”, tj. przykładowo stężenie masowe nie jest stężeniem procentowym masowym tylko stężeniem masowo-objętościowym (stosunkiem masy składnika do objętości roztworu).

## Rodzaje stężeń procentowych

### Stężenie procentowe masowe
Stężenie procentowe masowe (stężenie procentowe wagowe, procent masowy, procent wagowy) jest ułamkiem masowym, a więc stosunkiem masy substancji do masy całego roztworu (podanych w tej samej jednostce), wyrażonym w postaci procentowej:
{\displaystyle C_{A}={\frac {m_{A}}{m}}\cdot 100\%}
gdzie:
- {\displaystyle C_{A}} – stężenie procentowe masowe składnika A,
- {\displaystyle m_{A}} – masa składnika A,
- {\displaystyle m} – masa mieszaniny (roztworu).

W przypadku roztworu jednoskładnikowego można zapisać również:
{\displaystyle C_{A}={\frac {m_{A}}{m_{A}+m_{rozp}}}\cdot 100\%}
gdzie:
- {\displaystyle m_{rozp}} – masa rozpuszczalnika.

Można również stężenie procentowe zdefiniować jako liczbę gramów substancji znajdujących się w 100 g mieszaniny. Stąd przykładowo w 100 g 20-procentowego roztworu chlorku sodu rozpuszczonych będzie 20 g tej substancji. Stężenia procentowe masowe podaje się czasem z dodatkowym symbolem, aby jednoznacznie wskazać rodzaj stężenia procentowego, np. „% mas.”, „% wag.”, „% (w/w)” bądź „% (m/m)”. Symbole te są jednak zwykle pomijane, gdyż stężenie procentowe masowe jest najczęściej stosowanym. Stężenie procentowe masowe jest niezależne od temperatury, gdyż nie wpływa ona na zmiany masy substancji i roztworu.

### Stężenie procentowe objętościowe
W przeciwieństwie do stężenia procentowego masowego, w większości źródeł stężenie procentowe objętościowe (procent objętościowy) nie jest związane z ułamkiem objętościowym, a określone jako wyrażony w procentach stosunek objętości składnika do objętości otrzymanego roztworu po zmieszaniu:
{\displaystyle C_{A}={\frac {V_{A}}{V}}\cdot 100\%}
gdzie:
- {\displaystyle C_{A}} – stężenie procentowe objętościowe składnika A,
- {\displaystyle V_{A}} – objętość składnika A,
- {\displaystyle V} – objętość roztworu.

Objętość mieszaniny nie jest sumą objętości wszystkich składników (jest tak tylko w przypadku roztworów idealnych, dla których nie zachodzi zjawisko kontrakcji objętości). Ponadto objętości substancji i roztworu są zależne od ciśnienia i temperatury, dlatego powinny być mierzone w tych samych warunkach.
Stężenie procentowe objętościowe można inaczej zdefiniować jako liczbę jednostek objętości (np. cm³ bądź litrów) substancji zawartych w 100 jednostkach objętości roztworu. Dla tego rodzaju stężenia konieczne jest dodawanie odpowiedniego symbolu, np. „% obj.” bądź „% (V/V)” bądź „vol%”, aby jednoznacznie wskazać rodzaj stężenia. Dla wyrobów spirytusowych stosuje się czasem symbol stopnia „°”. Procent objętościowy stosowany może być głównie do wyrażania składu roztworów ciekłych (w tym napojów alkoholowych) bądź gazowych. 

### Stężenie procentowe masowo-objętościowe
Wyrażone w procentach stężenie masowe (stosunek masy substancji do objętości roztworu) nazywane jest stężeniem procentowym masowo-objętościowym (procentem masowo-objętościowym). Oznaczane jest symbolem „% m/V” i określa liczbę części masowych substancji przypadających na 100 części objętościowych mieszaniny, przy czym najczęściej stężenie to wyrażane jest liczbą gramów substancji przypadającą na 100 ml roztworu. Stąd 0,9% m/V roztwór chlorku sodu (roztwór soli fizjologicznej) będzie zawierał 0,9 g NaCl w 100 ml roztworu. Zapis taki jest jednak nieprawidłowy z uwagi na to, że stężenie masowe jest wielkością mianowaną, a przy pomocy procentów wyraża się jedynie wartości bezwymiarowe. Dlatego też stężenie masowe powinno być wyrażane poprzez jednostkę, a nie procent masowo-objętościowy (% m/V).
Stosowane głównie dla roztworów ciał stałych w cieczy (zwłaszcza w przypadkach, gdy roztwór zawiera niewielką ilość rozpuszczonej substancji), m.in. w medycynie do wyznaczania stężenia leków do podania dożylnego.

### Stężenie procentowe objętościowo-masowe
Rzadko spotykanym rodzajem stężenia procentowego jest stężenie procentowe objętościowo-masowe (procent objętościowo-masowy). Wyraża się je poprzez stosunek objętości składnika mieszaniny (w mililitrach) do 100 jednostek masy roztworu (100 gramów). Stężenie takie oznaczane jest symbolem „% V/m”, jednak zapis taki (podobnie jak w przypadku stężenia procentowego masowo-objętościowego) jest niepoprawny.

### Stężenie procentowe molowe
Stężenie procentowe molowe (procent molowy) jest ułamkiem molowym (stosunkiem liczby moli substancji do liczby moli wszystkich składników roztworu) wyrażonym w procentach:
{\displaystyle C_{A}={\frac {n_{A}}{n}}\cdot 100\%}
gdzie:
- {\displaystyle C_{A}} – stężenie procentowe molowe składnika A,
- {\displaystyle n_{A}} – liczba moli składnika A,
- {\displaystyle n} – liczba moli wszystkich składników mieszaniny.

Tak otrzymane stężenie oznacza się symbolem „% mol.” bądź „% (n/n)”. Nie należy mylić go ze stężeniem molowym, będącym stosunkiem liczby moli składnika do objętości roztworu.

## Stężenia wyższe niż 100%
W praktyce przyjmuje się czasem wartości stężeń substancji wyższe niż 100%. Podczas przemysłowego otrzymywania kwasu siarkowego, tritlenek siarki jest absorbowany w stężonym kwasie tworząc roztwór SO
3 w H
2SO
4 (oleum). Stężenie oleum może być wyrażone jako procent masowy SO
3 w H
2SO
4 bądź też procent masowy H
2SO
4, który będzie formalnie wyższy niż 100%. Przykładowo 40% oleum odpowiada 109% kwas siarkowy. Wartość ta informuje o ilości wody jaką trzeba dodać, aby otrzymać 100% kwas siarkowy, tj. do 109% kwasu siarkowego należy dodać 9% wody. Stężenia oleum i kwasu siarkowego mogą być przeliczane z zależności:
{\displaystyle C_{kwasu}=100\%+{\frac {18}{80}}\cdot C_{oleum}}
gdzie:
- {\displaystyle C_{kwasu}} – stężenie procentowe masowe kwasu siarkowego,
- {\displaystyle C_{oleum}} – stężenie procentowe masowe oleum.